# Herb gminy Wiśniowa (województwo podkarpackie)
Herb gminy Wiśniowa – jeden z symboli gminy Wiśniowa.

## Wygląd i symbolika
Herb przedstawia na tarczy w polu czerwonym srebrny pas falisty z lewa w skos, w polu górnym dwie srebrne rogacizny ostrzami od siebie, natomiast w polu dolnym złote strzemię. Pas symbolizuje rzekę Wisłok, strzały pochodzą z herbu Bogoria rodu Bogoriów, a strzemię z herbu Strzemię rodu Trzecieskich. 